# Mustafa Abdellaoue
Mustafa „Mos“ Abdellaoue, arabisch مصطفى عبد اللاوي, DMG Muṣṭafā ʿAbd al-Lāwī, (* 1. August 1988 in Oslo) ist ein ehemaliger norwegischer Fußballspieler mit marokkanischen Wurzeln.

## Karriere

### Verein
Mos Abdellaoue begann seine Karriere bei Hasle-Løren IL, bis er 2005 in die Jugend von Skeid Oslo wechselte. Mit sechzehn Jahren debütierte er am 16. Mai 2005 bei der 1:2-Niederlage gegen Sandefjord Fotball, als er in der 46. Minute für Abdurahim Laajab eingewechselt wurde. In dieser Saison absolvierte er nur sechs Ligaspiele und stieg mit seiner Mannschaft in die Fair Play liga ab. Danach hatte er ein kurzes Gastspiel bei der Reservemannschaft von Lillestrøm SK.
Nach seiner Rückkehr zu Skeid schaffte er in der Saison 2008 den direkten Wiederaufstieg in die Adeccoliga.
Am 1. Januar 2009 wagte er den Sprung in die höchste norwegische Spielklasse, die Tippeligaen, und wechselte ablösefrei zu Vålerenga Oslo. Sein Bruder Mohammed, mit dem er schon bei Skeid zusammen spielte, wechselte schon eine Saison vorher zu Vålerenga. Am 13. April erzielte Abdellaoue beim 2:0-Auswärtssieg über Lillestrøm SK sein erstes Tor in der ersten Liga. Allerdings konnte er sich nie wirklich in der Stammformation behaupten und wurde deshalb im Januar 2011 an Tromsø IL verliehen. Dort zeigte er von Beginn an seine Torjägerqualitäten und wurde am Ende der Saison 2011 Torschützenkönig der Tippeligaen. Am Ende dieser Spielzeit endete seine Leihe und er kehrte zu Vålerenga Oslo zurück. Am 28. Januar 2012 gab er seinen Wechsel zum FC Kopenhagen bekannt. Zur Saison 2013 wurde er wieder zu Vålerenga Oslo verliehen. Nach zehn Spielen und nur einem Tor kehrte Abdellaoue wieder nach Kopenhagen zurück. Am letzten Transfertag wechselte er auf Leihbasis zum Ligakonkurrenten Odense BK.
Im Juni 2014 wechselte er zurück nach Norwegen zu Aalesunds FK. Zur Saison 2018 unterschrieb er einen Vertrag beim Ligarivalen Strømsgodset IF, für den er insgesamt 40 Spiele absolvierte und zehn Tore erzielte. Am 16. August 2019 wechselte er zu Sarpsborg 08 FF. Dort beendete er zweieinhalb Jahre später seine aktive Karriere.

### Nationalmannschaft
Abdellaoue gehörte kurzzeitig zum Aufgebot der norwegischen U-23-Nationalmannschaft. Am 14. November 2011 bestritt er beim 1:1-Unentschieden gegen die Türkei sein erstes und einziges U-23-Länderspiel und erzielte sofort ein Tor. Zudem debütierte der Stürmer am 15. Januar 2012 gegen Dänemark (1:1) für die A-Nationalmannschaft Norwegens und drei Tage später folgte die zweite Partie gegen Thailand (0:0).

## Erfolge
- Dänischer Meister: 2013

## Auszeichnungen
- Torschützenkönig der Tippeligaen: 2011 (17 Tore)

## Sonstiges
Er ist der Bruder von Mohammed Abdellaoue, der in der deutschen Bundesliga für Hannover 96 und den VfB Stuttgart spielte. Sein Cousin Omar Elabdellaoui ist momentan bei Galatasaray Istanbul aktiv.